# Rafael Ángel Herra
Rafael Ángel Herra Rodríguez es un escritor costarricense nacido en Alajuela.

## Biografía
Hizo los estudios primarios y secundarios en Alajuela y acabó el Bachillerato en el Instituto de Alajuela. Ingresó en la Universidad de Costa Rica a estudiar Derecho, pero tal vez por influencia de su profesor, el filósofo español Constantino Láscaris-Comneno, hizo un cambio de timón y se dedicó a la filosofía.
Terminó la carrera de Licenciatura en Filosofía con una tesis sobre lo que interpretó como antropología en Jean-Paul Sartre. Paralelamente hizo también Estudios Clásicos.
Al acabar, inició su carrera docente en la Universidad de Costa Rica. Luego viajó a Alemania con una beca del Deutscher Akademischer Austauschdienst. En Maguncia concluyó el Doctorado en Filosofía con una tesis dirigida a sistematizar ideas dispersas de Edmund Husserl sobre la corporalidad humana. Como disciplinas complementarias, según el sistema de doctorado entonces vigente en Alemania, se examinó en Filología Románica y Literatura Comparada.

### Vida profesional y escritura
De vuelta a Costa Rica (1973) asumió la dirección de la Revista de Filosofía de la Universidad de Costa Rica, la cual dirigió por casi tres décadas, actividad que compartió con la docencia y la escritura. Al final de su carrera en la Universidad, ocupó los cargos de Embajador de Costa Rica en Alemania y en la Unesco.
Ha escrito novelas, cuentos, poesía y ensayos, así como crónica periodística.

## Trabajo Académico
- Catedrático de Filosofía (Universidad de Costa Rica (1967-1998)).
- Director de la Revista de Filosofía la Universidad de Costa Rica (1973-1998).
- Director de la Escuela de Ciencias de la Comunicación Colectiva (Universidad de Costa Rica, 1974-1976).
- Articulista del diario La Nación (Costa Rica) desde 1973.
- Embajador de Costa Rica en Alemania (1998-2002)
- Embajador ante la UNESCO  (2000-03)

## Reconocimientos
- Premio Internazionale di Poesia Alfonso Gatto 2019. Salerno. Fundazione Alfonso Gatto, Università degli Studi di Salerno.
- Miembro de número de la Academia Costarricense de la Lengua.[1]
- Profesor huésped (Departamento de Filosofía, Universidad de Bamberg, Alemania, 1980).
- Profesor huésped (Instituto de Filología Románica de la Universidad de Giessen, Alemania, 1996).
- Miembro del Consejo Científico de Polylog. Zeitschrift für interkulturelles Philosophieren (Viena).
- Miembro de Istmo. Revista virtual de estudios literarios y culturales centroamericanos.
- Miembro del comité científico internacional de Cuadernos de Hipogrifo. Revista semestral de literatura hispanoamericana y comparada

### Narrativa
- El soñador del penúltimo sueño. Cuentos. 1983, 1996. San José. Editorial Costa Rica. 149 págs.
- Había una vez un tirano llamado Edipo. Cuentos. 1983, 1995. San José. Euned. 63 págs.
- La guerra prodigiosa. Novela. 1986, 2014. San José. Editorial Costa Rica. 330 págs.
- El genio de la botella. Relato de relatos. Novela. 1990, 1991. San José. Editorial Universidad de Costa Rica. 181 págs.
- Viaje al reino de los deseos. Novela. 1992. San José. Editorial Universidad de Costa Rica. 216 págs. Varias ediciones posteriores.
- La divina chusma. 101 fábulas. 2011. Uruk Editores. San José. 158 págs.
- Trad. alemana: Das göttliche Lumpenpack (libro impreso bajo demanda y digital).
- D. Juan de los manjares. Novela. 2012. Alfaguara. San José. 291 págs.
- El ingenio maligno. Novela 2014. Editorial Costa Rica/Editorial UCR. San José 105 págs.
- Trad. italiana: Il genio maligno. 2019.  Oèdipus. Salerno/Milán. 168 págs.
- Ed. española (León). 2020. Eolas Ediciones, Col. Las puertas de lo posible. León. 150 págs.
- Trad. alemana: Der böse Erfindergeist (en venta como libro digital, Editorial Costa Rica).
- Artefactos. 2016. Uruk Editores. San José. 128 págs.
- Trad. alemana: Artefakte (libro impreso bajo demanda y digital).
- El sexo fuerte. 2018. Uruk Editores. San José. 157 págs.

### Poesía
- Escribo para que existas. 1993. San José. Editorial Universidad de Costa Rica. 86 págs.
  - Edición italiana bilingüe: Scrivo perché tu esista. Plumelia. Palermo. 2012. 76 págs.
- La brevedad del goce. 2012. Editorial Costa Rica. San José. 144 págs. (en venta como libro digital, Editorial Costa Rica).
- Melancolía de la memoria. 2014. Editorial Costa Rica/Editorial UCR. 195 págs.
- Poesie. 2019. Selección de poemas en edición bilingüe italoespañola. Fundazione Culturale Alfonso Gatto. Salerno. 81 págs.

### Teatro y radioteatro
- Viaje al reino de los deseos. Versión teatral. 2005, 2006. Compañía Nacional de Teatro. San José.
- Narciso y las dos hermanas. 1992. Ed. UCR. San José. (En alemán: WDR, 1992).

### Ensayo
- Sartre y los Prolegómenos a la Antropología. 1968. San José. Editorial Universidad de Costa Rica. 214 págs.
- Unmittelbare Vermittlung der Leiblichkeit. Interpretative Ausführungen zu Texten von E. Husserl. 1973. Heidesheim/Rhein: Ditters Burodienst. 142 págs.
- Violencia, tecnocratismo y vida cotidiana. 1984, 1991. San José. Editorial Costa Rica. 191 págs.
- Traducción francesa: Violence, technocratisme et vie cotidienne. Philosophie de la culture. 1984. Quebec. Le Preambule. 205 págs.
- El desorden del espíritu. Conversaciones con Amighetti. 1987. San José. Editorial Universidad de Costa Rica. 201 págs.
- Lo monstruoso y lo bello. 1988, 2015. San José. Editorial Universidad de Costa Rica. 191 págs.
- Las cosas de este mundo. 1990. San José. Editorial Universidad de Costa Rica. 193 págs.
- ¿Sobrevivirá el marxismo? Compilador. 1991. San José. Editorial Universidad de Costa Rica. 398 págs.
- Autoengaño. Palabras para todos y sobre cada cual. 2006. San José. Editorial Universidad de Costa Rica. 178 págs. También en iBook.
- La vida imperfecta. 2018 (en formato digital, Editorial Costa Rica).